# Джонгсонг
Джонгсонг (Джонгсанг Рі, Jongsong Peak, Jongsang Ri) (7462 м) — найвища вершина району Джанака, в центральній частині Гімалаїв, найвищий пік за 20 км на північ від Канченджанга (8586 м). Розташований на потрійному стику кордонів Тибету, Непала і Сіккіма. Джонгсонг є 57-ю по висоті вершиною світу, але зовсім губиться на тлі близько розташованого гігантського масиву Канченджанга. Джонгсонг Рі вважається досить легким для сходження високим семитисячником, через досить прості, що до того ж легко проглядаються, шляхи підйому і некруті схили.
З часу першого свого підкорення в 1930 році експедицією Г. О. Діхенфурта, до першосходження на Нанда Деві (7816 м) в 1931 році, Джонгсонг був найвищою підкореною вершиною у світі.